# Пераццоло, Марио
Марио Пераццоло (итал. Mario Perazzolo; 7 июня 1911, Падуя — 3 августа 2001, Падуя) — итальянский футболист, играл на позиции крайнего полузащитник. Чемпион мира 1938 года.

## Карьера
Марио Пераццоло начал карьеру в клубе «Падова», где он играл на позиции нападающего. Через 5 лет он перешёл в «Фиорентину», а оттуда перешёл в клуб «Дженоа», где был переведён на фланг полузащиты. С «Дженоа» Пераццоло отпраздновал победу в кубке Италии и дебютировал 15 ноября 1936 года в составе сборной Италии в матче с Германией, который завершился со счётом 2:2. В 1938 году Пераццоло поехал на чемпионат мира, однако на турнире, на котором итальянцы стали лучшей командой мира, он не провёл ни одного матча, будучи вытесненным из основного состава Пьетро Серантони, за несколько недель до старта турнира. Последний матч за сборную Италии Пераццоло провёл 26 ноября 1939 года в Берлине против Германии, выигравшей этот матч 5:2. В 1942 году Пераццоло перешёл в клуб «Брешиа», в которой выступал до 1948 года, с перерывом, когда чемпионат Италии не проводился из-за военных действий. Последним клубом в карьере Пераццоло стала «Сиракуза», в которой он завершил карьеру в 1950 году.
После завершения карьеры игрока, Пераццоло работал тренером в таких клубах, как «Брешиа», «Триестина», «Сиракуза» и «Таранто».

## Достижения
- Обладатель кубка Италии: 1937
- Чемпион мира: 1938